# Herb gminy Potworów
Herb gminy Potworów – symbol gminy Potworów.

## Wygląd i symbolika
Herb przedstawia na tarczy w polu czerwonym koloru czerwonego srebrny krzyż, a pod lewym ramieniem krzyża u podstawy tarczy znajduje się łękawica. Jest to herb Dębno, którym rzekomo posługiwali się właściciele wsi, Potworowscy (najnowsze badania wskazują, że posługiwali się oni herbem Półkozic).